# Roberto Almagiá
Roberto Almagiá (ur. 1884, zm. 1962) włoski geograf, profesor uniwersytetów w Padwie i Rzymie.

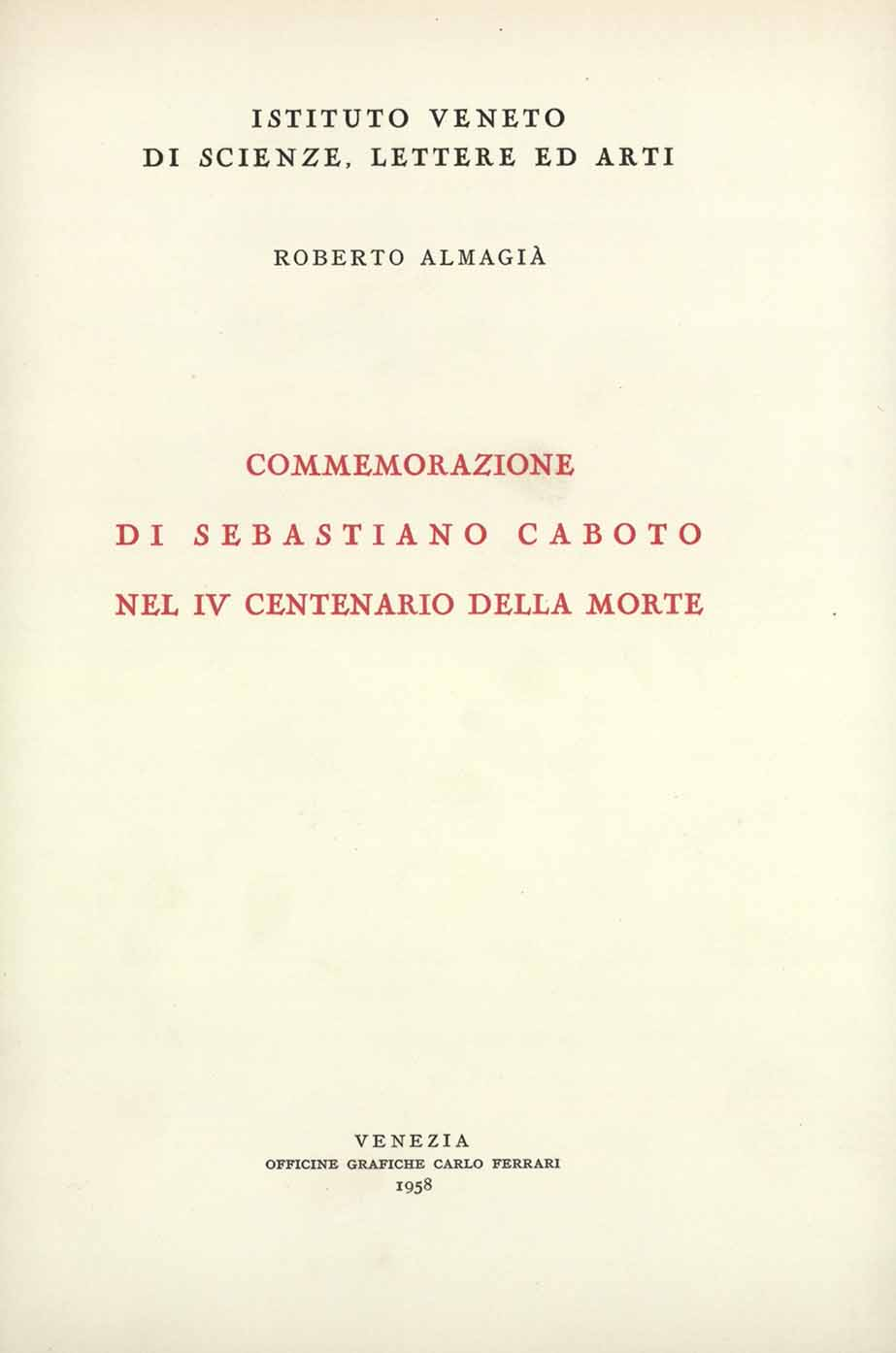
Commemorazione di Sebastiano Caboto nel 4. centenario della morte, 1958

Był wydawcą faksymiliów dawnych map Włoch i map z Biblioteki Watykańskiej.